# B počátek
B: počátek (anglicky B: The Beginning) je ONA seriál, který vytvořilo studio Production I.G a animátor Kazuto Nakazawa. Celosvětovou premiéru měl 2. března 2018 na streamovací službě Netflix.
Druhá řada byla zveřejněna 18. března 2021.

## Příběh
Příběh se odehrává ve fiktivní ostrovní zemi Cremona, jíž vládnou moderní technologie. Hlavní hrdina Koku spolu s Keithem, legendárním vyšetřovatelem RIS, Královské vyšetřovací služby, musí zakročit proti tajemné zločinecké organizaci a vyšetřit řadu zločinů, jejichž společným jmenovatelem je sériový vrah známý pod přezdívkou Killer B.

## Postavy
| Postava            |                   |                       |
| Postava            | V japonském znění | V anglickém znění     |
| ------------------ | ----------------- | --------------------- |
| Kamui              | Kazuja Nakai      | Ben Diskin            |
| Keith Kazama Flick | Hiroaki Hirata    | Ray Chase             |
| Koku               | Júki Kadži        | Kyle McCarley         |
| Lily Hošina        | Asami Seto        | Faye Mata             |
| Eric Toga          | Hiroki Tóči       | Jalen K. Cassell      |
| Boris Meier        | Minoru Inaba      | Doug Stone            |
| Kaelo Jošinaga     | Ami Košimizu      | Allegra Clark         |
| Brian Brandon      | Tošijuki Tojonaga | Khoi Dao              |
| Mario              | Šintaró Tanaka    | Patrick Seitz         |
| Jean Henry Richard | Acuši Gotó        | Keith Osterberg       |
| Gilbert Ross       | Tošijuki Morikawa | John DeMita           |
| Minacuki           | Kaito Išikawa     | Johnny Yong Bosch     |
| Juna               | Satomi Sató       | Brianna Knickerbocker |
| Laica              | Jú Kitada         | Xander Mobus          |
| Izanami            | Micuki Saiga      | Marianne Miller       |

## Výroba
Dne 25. února 2016 Netflix oznámil, že je ve vývoji nový animovaný seriál. Bude mít 12 dílů a bude vysílán ve 190 zemích po celém světě. Původní název seriálu zněl Perfect Bones, přičemž později byl odhalen jako B: The Beginning. O režii se postaral Jošiki Jamakawa spolu s Kazutem Nakazawou, jenž rovněž provedl návrhy postav a dohlížel na klíčovou animaci. Kacuja Išida napsal scénář a Jošihiro Ike složil hudbu.
Ústřední píseň „The Perfect World“ složil Marty Friedman ve spolupráci se zpěvákem skupiny Man With A Mission, Jean-Kenem Johnnym, baskytaristou KenKenem a Kódžim Fudžimotem. Seriál měl celosvětovou premiéru 2. března 2018.
Anime Limited licencovalo seriál ve Spojeném království a Irsku, aby jej vydalo na DVD a Blu-ray discích. Dne 30. května oznámilo na anime panelu Macuri, že bude seriál distribuovat i v Severní Americe a tamějším spoluvydavatelem se stane společnost Shout! Factory. Seriál byl vydán 2. října 2020.
Během Mezinárodní festivalu animovaného filmu v Annecy, uskutečněném v roce 2018, Netflix oznámil, že je druhá řada seriálu ve výrobě. Byla pojmenována B: The Beginning – Succession a měla premiéru 18. března 2021. Na režisérské křeslo usedl Icuró Kawasaki a Kazuto Nakazawa, který je zároveň šéfrežisérem řady. Ostatní členové produkčního štábu a hereckého obsazení se navrátili do svých rolí.

## Seznam dílů

### První řada (2018)
| Č. v seriálu | Č. v řadě | Původní název | Režie             | Scénář       | Premiéra na Netflixu |
| ------------ | --------- | ------------- | ----------------- | ------------ | -------------------- |
| 1            | 1         | Episode 01    | Jošiki Jamakawa   | Kacuja Išida | 2. března 2018       |
| 2            | 2         | Episode 02    | Ken'iči Macuzawa  | Kacuja Išida | 2. března 2018       |
| 3            | 3         | Episode 03    | Tošija Niidome    | Kacuja Išida | 2. března 2018       |
| 4            | 4         | Episode 04    | Takahiro Kawakoši | Kacuja Išida | 2. března 2018       |
| 5            | 5         | Episode 05    | Jošiko Okuda      | Kacuja Išida | 2. března 2018       |
| 6            | 6         | Episode 06    | Ken'iči Macuzawa  | Kacuja Išida | 2. března 2018       |
| 7            | 7         | Episode 07    | Takahiro Kawakoši | Kacuja Išida | 2. března 2018       |
| 8            | 8         | Episode 08    | Ai Jošimura       | Kacuja Išida | 2. března 2018       |
| 9            | 9         | Episode 09    | Takaši Andó       | Kacuja Išida | 2. března 2018       |
| 10           | 10        | Episode 10    | Icuró Kawasaki    | Kacuja Išida | 2. března 2018       |
| 11           | 11        | Episode 11    | Ken'iči Macuzawa  | Kacuja Išida | 2. března 2018       |
| 12           | 12        | Episode 12    | Kazuto Nakazawa   | Kacuja Išida | 2. března 2018       |

### Druhá řada:Pokračování(2021)
| Č. v seriálu | Č. v řadě | Původní název | Český název | Režie         | Scénář                      | Premiéra na Netflixu |
| ------------ | --------- | ------------- | ----------- | ------------- | --------------------------- | -------------------- |
| 13           | 1         | Episode 01    | 1. díl      | Iwao Teraoka  | Kazuki Jokojama             | 18. března 2021      |
| 14           | 2         | Episode 02    | 2. díl      | Kódži Sawai   | Tadaši Nakamura             | 18. března 2021      |
| 15           | 3         | Episode 03    | 3. díl      | Kódži Sawai   | Ken'iči Macuzawa            | 18. března 2021      |
| 16           | 4         | Episode 04    | 4. díl      | Tomomi Kamija | Kacuja Asano                | 18. března 2021      |
| 17           | 5         | Episode 05    | 5. díl      | Takaši Igari  | Takaši Igari                | 18. března 2021      |
| 18           | 6         | Episode 06    | 6. díl      | Kódži Sawai   | Iroha Micuki a Hadžime Aizu | 18. března 2021      |